# Ellis Green
Ellis Green (12 tháng 4 năm 1880 – 18 tháng 9 năm 1936) là một cầu thủ bóng đá người Anh từng chơi ở vị trí outside left, thi đấu ở Football League cho Preston North End. Ông cũng làm đội trưởng của Brentford.

## Thống kê sự nghiệp
| Câu lạc bộ        | Mùa giải       | Giải vô địch                   | Giải vô địch | Giải vô địch | Cúp FA | Cúp FA | Tổng | Tổng |
| Câu lạc bộ        | Mùa giải       | Hạng đấu                       | Trận         | Bàn          | Trận   | Bàn    | Trận | Bàn  |
| ----------------- | -------------- | ------------------------------ | ------------ | ------------ | ------ | ------ | ---- | ---- |
| Preston North End | 1900–01        | First Division                 | 27           | 8            | 0      | 0      | 27   | 8    |
| Brentford         | 1902–03        | Southern League First Division | 19           | 0            | 0      | 0      | 19   | 0    |
| Tổng sự nghiệp    | Tổng sự nghiệp | Tổng sự nghiệp                 | 46           | 8            | 0      | 0      | 46   | 8    |